# 奧布盧科維納河
奧布盧科維納河是俄羅斯的河流，位於堪察加半島，河道全長約213公里，流域面積3,110平方公里，河水主要來自融雪和雨水，是鮭魚的產卵地。